# Urbisole
Urbisole – gleby antropogeniczne znajdujące się na terenach o wieloletniej zabudowie (miasta), np. w starych parkach lub na starych miejskich cmentarzach. W ich profilu glebowym występują warstwy ze śladami wcześniejszego użytkowania (np. pozostałości wcześniejszych bruków, fundamentów).